# Keep the Balance!
Keep the Balance! est un jeu vidéo de puzzle développé par Karma Studios et édité par JoWooD Entertainment, sorti en 2001 sur Windows et Game Boy Color.